# Средства массовой информации Франции
Средства массовой информации Франции — совокупность средств массовой информации (СМИ) во Франции.

## Пресса
Представлена изданиями:
Le Figaro,
Libération,
Le Monde,
L’Humanité,
Le Parisien,
Journal officiel и др.
Крупнейшее информационное агентство - Агентство Франс Пресс (Agence France-Presse)

## Радиовещание
Радиовещание ведётся с 1921 года, в 1921-1939 гг. внутреннее радиовещание велось Министерством почт, телеграфов и телефонов и частными компаниями, в 1939-1945 гг. - государственным торгово-промышленным учреждением «Управление французского радиовещания и телевидения» и частными компаниями, в 1945-1975 гг. - государственным торгово-промышленным учреждением «Управление французского радиовещания и телевидения», 1975-1981 гг. -  национальной компанией «Радио Франс», с 1981 - национальной компанией «Радио Франс» и частными компаниями. 
В заморских территориях и заморских департаментах телевещание в 1945-1954 и 1964-1975 гг. велось государственным торгово-промышленным учреждением «Управление французского радиовещания и телевидения», в 1954-1969 гг. - национальной компанией «Управление радиовещательного сотрудничества», в 1975-1982 гг. - национальной компанией «Франс 3», с 1982 года - национальной компанией «Ля Премьер».
Радиовещание на заграницу в 1938-1939 гг. велось Министерством почт, телеграфов и телефонов, в 1939-1945 гг. - государственным торгово-промышленным учреждением «Управление французского радиовещания и телевидения», в 1975-1982 гг. - национальной компанией «Радио Франс», в 1982-2011 гг. - национальной компанией Радио Франс Энтернасьональ, с 2011 года - национальной компанией «Франс Медиа Монд». 

## Телевидение
Телевещание ведётся с 1935 года, в 1935-1939 гг. внутригосударственное телевещание велось Министерство почт, телеграфов и телефонов, в 1939-1975 гг. - государственным торгово-промышленным учреждением «Управление французского радиовещания и телевидения» (до 1963 года по единственной программе, в 1963-1972 гг. - по 1-й и 2-й программам, с 1972 года - по трём программам), в 1975-1986 гг. - национальными компаниями «ТФ1» (по 1-й программе), «Франс 2» (по 2-й программе) и «Франс 3» (по 3-й программе), в 1986-1992 гг. - национальными компаниями «Франс 2» (по 2-й программе), «Франс 3» (по 3-й программе) и частными компаниями, в 1994-2010 гг. - национальными компаниями «Франс 2» (по 2-й программе), «Франс 3» (по 3-й программе), «Франс 5» (по 5-й программе) и частными компаниями, с 2010 года - национальной компанией «Франс Телевизьон» (по 2-й, 3-й и 5-й программам) и частными компаниями.
В заморских территориях и заморских департаментах телевещание в 1969-1975 гг. велось государственным торгово-промышленным учреждением «Управление французского радиовещания и телевидения», в 1975-1982 гг. - национальной компанией «Франс 3», с 1982 года - национальной компанией «Ля Премьер».
Телевещание на заграницу в 1984-2006 гг. акционерным обществом «ТВ5 Монд» (в настоящий момент акционерами являются национальные компании «Франс телевизион», «Франс Медиа Монд», «Арте Франс», государственные учреждения «Национальный институт аудиовизуала» и «Радио и телевидение Франкоязычного сообщества Бельгии», ассоциация «Швейцарское общество радиовещания и телевидения», Канадская радиовещательная корпорация, Телевещательная компания Квебека), в 2006-2011 гг. акционерными обществами «ТВ5 Монд» и «Франс 24» (до 2008 года акционерами являлись национальная компания «Франс Телевизьон» и частная телекомпания, с 2008 года - национальная компания), с 2011 года - акционерными обществами «ТВ5 Монд» и «Франс Медиа Монд». 